# Millersville (Tennessee)
Millersville es una ciudad ubicada en los condados de Sumner y Robertson en el estado estadounidense de Tennessee. En el Censo de 2010 tenía una población de 6.440 habitantes y una densidad poblacional de 181,42 personas por km².

## Geografía
Millersville se encuentra ubicada en las coordenadas 36°23′47″N 86°42′39″O / 36.39639, -86.71083. Según la Oficina del Censo de los Estados Unidos, Millersville tiene una superficie total de 35.5 km², de la cual 35.5 km² corresponden a tierra firme y (0%) 0 km² es agua.

## Demografía
Según el censo de 2010, había 6.440 personas residiendo en Millersville. La densidad de población era de 181,42 hab./km². De los 6.440 habitantes, Millersville estaba compuesto por el 0.09% blancos, el 4.02% eran afroamericanos, el 0.31% eran amerindios, el 0.76% eran asiáticos, el 0.11% eran isleños del Pacífico, el 1.96% eran de otras razas y el 1.94% pertenecían a dos o más razas. Del total de la población el 4.98% eran hispanos o latinos de cualquier raza.